# Dana Vollmer
Pour les articles homonymes, voir Vollmer.
Dana Vollmer, née le 13 novembre 1987 à Syracuse aux États-Unis, est une nageuse américaine spécialiste des épreuves de papillon et de nage libre. Elle compte à son palmarès un titre olympique et un titre mondial en individuel sur 100 m papillon. Elle possède aussi 4 titres olympiques et 5 titres mondiaux (3 en grand bassin et 2 en petit bassin) en relais.

## Biographie
Dana Vollmer fait partie de la délégation américaine pour les Jeux olympiques de 2004. Alignée sur le 200 mètres nage libre, elle est sixième de la finale. Elle remporte en relais le titre olympique sur le 4 × 200 mètres nage libre en battant le record du monde de l'épreuve en 7 minutes 53 secondes 42. En octobre, lors des mondiaux en petit bassin, elle remporte en relais les titres du 4 × 100 mètres nage libre et du 4 × 200 mètres nage libre et gagne la médaille de bronze sur 200 mètres nage libre.
En 2007, elle remporte trois médailles en relais lors des mondiaux de Melbourne. Titrée sur le 4 × 200 mètres nage libre, elle remporte les médailles d'argent du 4 × 100 mètres nage libre et du 4 × 100 mètres quatre nages, deux courses remportées par l'Australie à domicile. En individuel, elle est sixième de la finale du 200 mètres nage libre.
Lors des mondiaux de Rome 2009, elle remporte l'argent en relais 4 × 200 mètres nage libre et le bronze sur 200 mètres nage libre. Elle est également quatrième du relais 4 × 100 mètres nage libre et cinquième lors du 100 mètres nage libre et du 100 mètres papillon.
Lors des JO 2012, elle devient championne olympique et bat le record du monde du 100 mètres papillon en 55 s 98. Elle obtient deux autres médailles d'or : en relais 4 × 200 mètres nage libre (7 min 42 s 92, record olympique) et en relais 4 × 100 mètres 4 nages (3 min 52 s 05, record du monde), ce qui lui fait trois médailles d'or au total pour cette édition des JO.

## Palmarès

### Jeux olympiques
| Épreuve / Édition           | Athènes 2004          | Londres 2012          | Rio 2016             |
| 100 mètres papillon         | -                     | Or 55 s 98 – RM       | Bronze 56 s 63       |
| 200 mètres nage libre       | 6e 1 min 58 s 98      | -                     | -                    |
| 4 × 200 mètres nage libre   | Or 7 min 53 s 42 – RM | Or 7 min 42 s 92 - RO | -                    |
| 4 × 100 mètres quatre nages | –                     | Or 3 min 52 s 05 - RM | Or 3 min 53 s 13     |
| 4 × 100 mètres nage libre   | –                     | -                     | Argent 3 min 31 s 89 |

### Championnats du monde

#### En grand bassin
- Championnats du monde 2007 à Melbourne (Australie) :
  -  Médaille d'or du relais 4 × 200 m nage libre.
  -  Médaille d'argent du relais 4 × 100 m nage libre[Note 1].
  -  Médaille d'argent du relais 4 × 100 m quatre nages[Note 1].
- Championnats du monde 2009 à Rome (Italie) :
  -  Médaille d'argent du relais 4 × 200 m nage libre.
  -  Médaille de bronze du 200 m nage libre.
- Championnats du monde 2011 à Shanghai (Chine) : 
  -  Médaille d'or du 100 m papillon.
  -  Médaille d'or du relais 4 × 100 m 4 nages.
  -  Médaille d'argent du relais 4 × 100 m nage libre.
- Championnats du monde 2013 à Barcelone (Espagne) :
  -  Médaille d'or du relais 4 × 100 m 4 nages.
  -  Médaille de bronze du 100 m papillon.

#### En petit bassin
- Championnats du monde 2004 à Indianapolis (États-Unis) :
  -  Médaille d'or du relais 4 × 100 m nage libre[Note 1].
  -  Médaille d'or du relais 4 × 200 m nage libre.
  -  Médaille de bronze du 200 m nage libre.
- Championnats du monde 2010 à Dubaï (Émirats arabes unis) :
  -  Médaille d'argent du relais 4 × 100 m nage libre.
  -  Médaille d'argent du relais 4 × 100 m quatre nages.
  -  Médaille de bronze du 100 m papillon.

## Records

### Records personnels
Ces tableaux détaillent les records personnels de Dana Vollmer.
| Épreuve          | Temps         | Compétition                            | Lieu                 | Date       |
| 100 m papillon   | 55 s 98 – RM  | Jeux olympiques de 2012                | Londres, Royaume-Uni | 29/07/2012 |
| 200 m nage libre | 1 min 55 s 29 | Championnats du monde de natation 2009 | Rome, Italie         | 30/07/2009 |

| Épreuve          | Temps         | Compétition                     | Lieu              | Date       |
| 100 m papillon   | 55 s 59       | Coupe du monde de natation 2010 | Berlin, Allemagne | 30/10/2010 |
| 200 m nage libre | 1 min 53 s 67 | Coupe du monde de natation 2010 | Berlin, Allemagne | 30/10/2010 |

### Record du monde battu
Ce tableau détaille l'unique record du monde battu par Dana Vollmer durant sa carrière ; celui-ci l'a été en grand bassin.
| Épreuve                        | Temps   | Compétition             | Lieu                 | Date       |
| 100 m papillon en grand bassin | 55 s 98 | Jeux olympiques de 2012 | Londres, Royaume-Uni | 29/07/2012 |